# Sredorek, Kiustendil
Sredorek (în bulgară Средорек) este un sat în comuna Trekleano, regiunea Kiustendil,  Bulgaria. 

## Demografie
Componența etnică a satului Sredorek
     Bulgari (97,82%)
     Nicio identificare (2,17%)
     Altele (0%)
La recensământul din 2011, populația satului Sredorek era de 46 locuitori. Din punct de vedere etnic, majoritatea locuitorilor (97,82%) erau bulgari. Pentru 2,17% din locuitori nu este cunoscută apartenența etnică.